# 下飯坂権三郎
下飯坂 権三郎（しもいいざか ごんざぶろう、旧字体：下飯󠄀坂 權三郞、1852年12月25日（嘉永5年11月15日）- 1923年（大正12年）12月19日）は、明治時代の政治家。衆議院議員（4期）。岩手県胆沢郡水沢町長。自由民権運動家。次男は朝鮮総督府官僚、岩手県胆沢郡水沢町長を務めた下飯坂元。

## 経歴
1852年（嘉永5年）、仙台藩水沢城下に仙台藩士族として生まれる。旧姓は油井。家は代々牧畜業を営んだ。養賢堂で漢学を修めた。1875年（明治8年）水沢県庁に出仕。1877年（明治10年）の西南戦争では新撰旅団警視隊に属し、分隊長として出征した。1880年（明治13年）、求我社に入社。翌1881年（明治14年）、板垣退助の主催する自由党に入党。
1881年（明治14年）10月、岩手県庁より塩釜村・北下幅村学務委員を命ぜられ、ついで塩釜村会議員を経て、1883年（明治16年）2月、岩手県会議員となった。
1890年（明治23年）7月の第1回衆議院議員総選挙では岩手県第4区から立憲自由党所属で出馬し当選。以後、1898年（明治31年）まで第3回、第4回、第6回総選挙で当選し、通算4期在任した。
議員引退後は、水沢町長（明治35・1902年-大正3・1914年まで13年間）となり、町長退任後は4年間、水沢農会長を勤めた。（大正3・1914年-大正6・1917年）その間、自由党の後身である立憲政友会の育成に尽力し、政友会岩手支部幹事、胆沢政友会を結成するなど政界人として活躍した。